# Stocksundstorps gård
Stocksundstorps gård är en kulturhistoriskt värdefull byggnad och tidigare gård, vid Konvaljstigen 4 i Stocksundstorp, stadsdelen Bergshamra inom Solna kommun. Gården och trädgården utgör idag en liten rest av den anläggningen med herrgårdsbyggnad och park, som troligen uppfördes omkring 1753. Enligt kommunen är Stocksundstorps gård av omistligt kulturhistoriskt värde, och frågan har väckts om byggnadsminnesförklaring.

## Historik

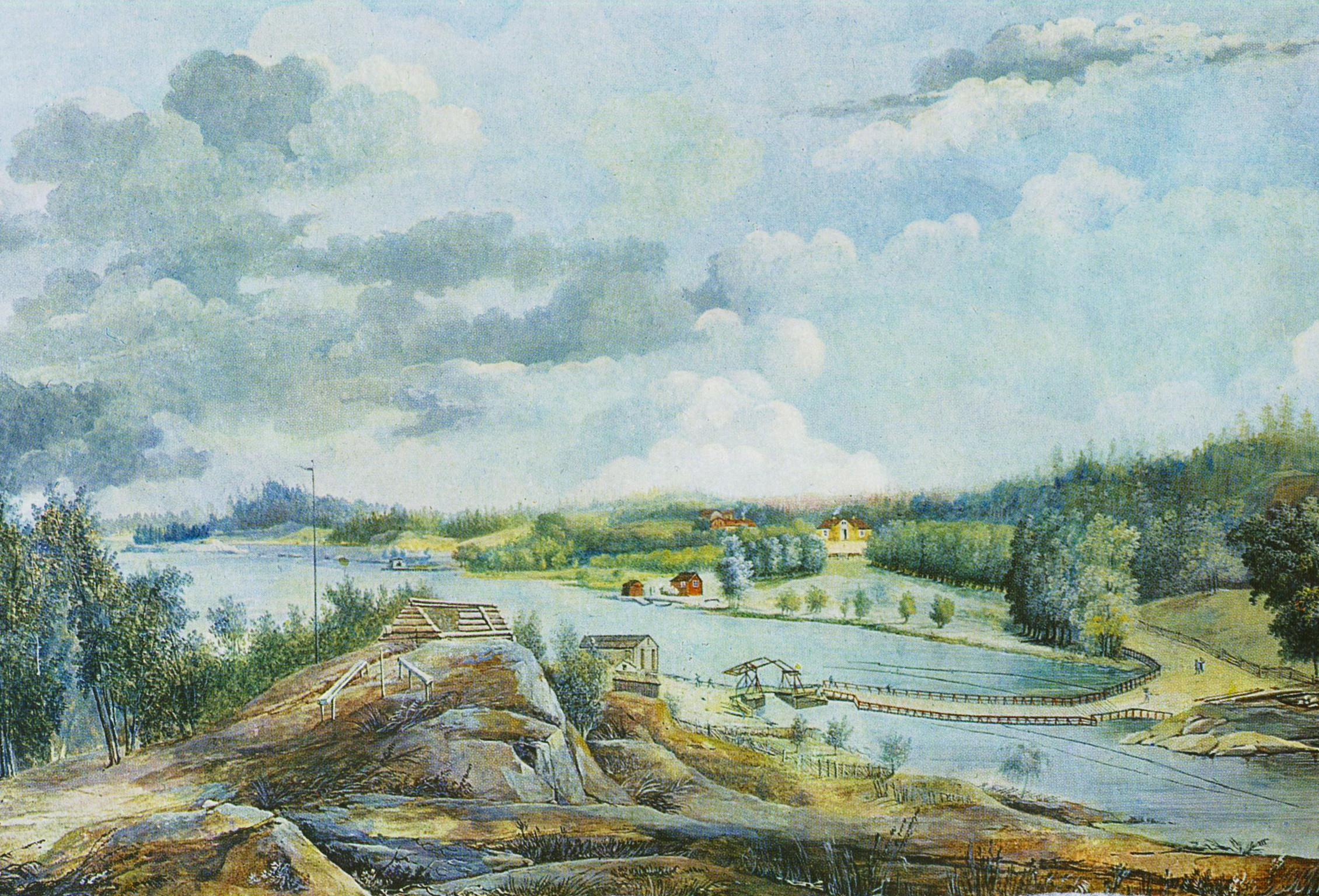
En tavla av Louis Belangar cirka år 1800, i förgrunden den gamla Stocksundsbron, i fonden gården med allé.

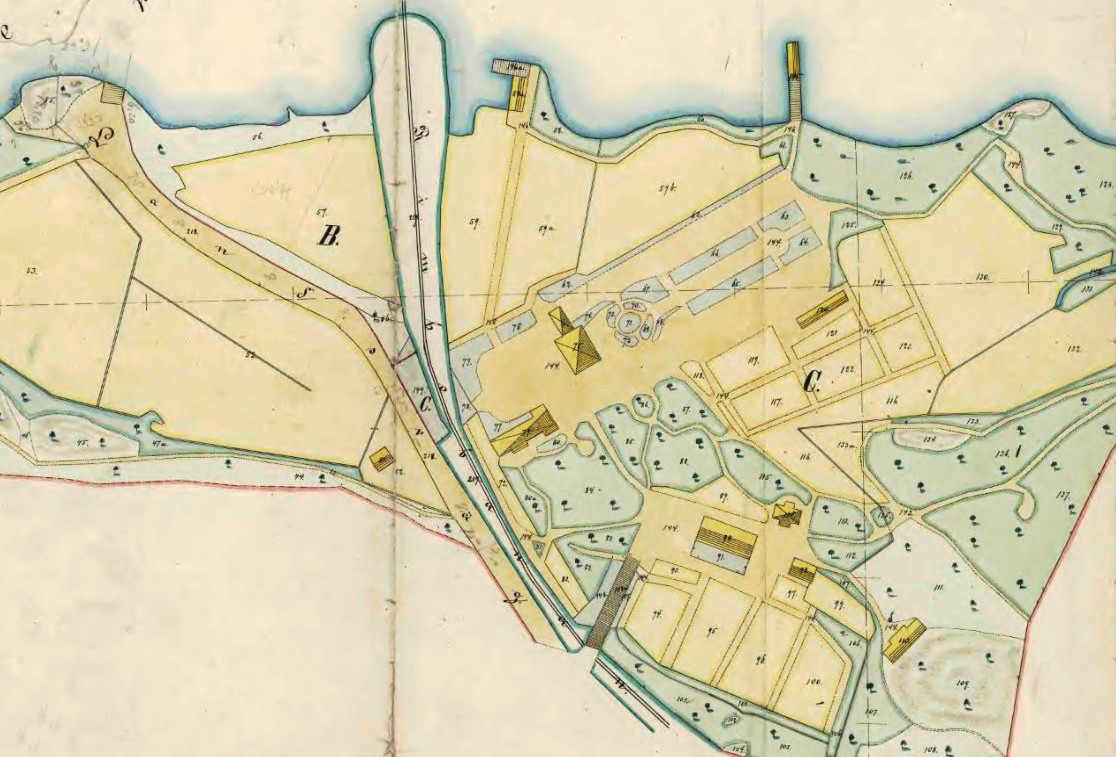
Stocksundstorps gård 1891.

Stocksundstorps gård var ursprungligen en utgård till Bergshamra gård, som i sin tur låg under Ulriksdals kungsgård. Det ursprungliga kronotorpet var placerat direkt sydväst om dagens huvudbyggnad, den byggdes om till en sommarbostad sannolikt på 1890-talet. På 1750-talet arrenderades gården av brukspatron Claesson, som nyttjade det som sitt sommarnöje. Det var troligen han som 1753 lät bygga den nuvarande gården. Platsen var väl vald, den låg vid Stocksundet, nära landsvägen mot Roslagen och inte långt från Stocksundsbron. Efter Claesson har arrendatorerna på Stocksundstorp bytt av varann ungefär vart 20:e år. Kring sekelskiftet 1800 innehades gården av operadansösen Sophie Hagman (mera känd som prins Fredrik Adolfs mätress). Under hennes tid förskönades gården för betydande belopp och en nyanlagd dubbel lindallé ledde ner från Roslagsvägen och vidare mot vattnet.
År 1853 övertogs Stocksundstorp av grosshandlare Edward Cederlund, som lät uppföra flera nya hus och rusta upp de befintliga. Han tillhörde kretsen kring kung Karl XV och deltog i sommarens fester på närbelägna Ulriksdals slott. År 1854 upplät han en tomt på sin mark till vännen grosshandlare Stark, som byggde en exklusiv sommarvilla med trädgårdsmästarebostad,  lusthus och engelsk park (se Villa Björkhagen). Både Cederlund och hans svärfar före honom försökte förgäves att köpa ut Stocksundstorp från kronan.
År 1889 friköptes gården av storbyggmästaren Andreas Gustaf Sällström, som lyckades få Kungl Maj:t (Oscar II) att bjuda ut Stocksundstorp på offentlig auktion, varpå Sällström ropade in egendomen för 55 000 kronor. På 1890-talet genomförde Sällström en större ombyggnad. Han var samtidigt byggmästare för nya Kungliga Operan i Stockholm och från rivningen av gamla Gustavianska operahuset flyttade han värdefulla inredningsdetaljer till Stocksundstorps gård.

## Parken blir tivoli

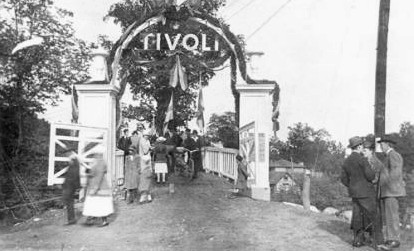
Stocksundstorps Tivoli, omkring 1920.

Sällström bodde i gården fram till sin död 1917. Då förvärvades Stocksundstorp av före detta hästhandlaren och fastighetsspekulanten Friberg, som lät upprätta en styckningsplan med relativt stora tomter. Priserna var höga och vatten- och avloppsledningar saknades. Försäljningen gick därför trögt och Friberg förvandlade då hela området till ett nöjesfält med bland annat karuseller och skjutbanor som sattes upp i Stocksundstorps gårds 1700-talspark, vars huvudbyggnad blev ett café. Även det initiativet misslyckades och Stocksundstorps Tivoli lades ner efter bara något år. Från den tiden existerar fortfarande två grindstolpar vid gamla landsvägen.

## Gården idag
Dagens utseende fick gården genom en renovering som utfördes 1926 av dåvarande ägaren, redaktör Nils Lundström. Då tillfördes än mer äldre inredning i form av bröstningspaneler, parkettgolv, öppen spis med mera hämtade från rivningshus. Från 1960 bodde konstnären Carinne Löfgren-Williams i gården och på senare tid dottern Caroline Williams samt sonen Lorenz Jolin Williams med familj. Tillsammans arrangerade de i många år kulturella evenemang i gården, senare med dess vänförening. I trädgården, som är en rest av den gamla parkanläggningen, finns en mångreligiös meditationsplats kallad "Agape", där man kan se konst med anknytning till buddhistisk, judisk, hinduisk och islamsk tradition.
Sommaren 1996 eldhärjades byggnadens övre våningsplan som förstördes. I samband med återuppbyggnaden sökte man återskapa husets utseende från 1700- och 1800-talen och därmed öka det kulturhistoriska värdet. Sedan år 2009 ligger här också en permanent skulpturpark, med verk av bland andra Michael Fare, Atis Zarins och Carinne Löfgren-Williams egna arbeten.

## Parken

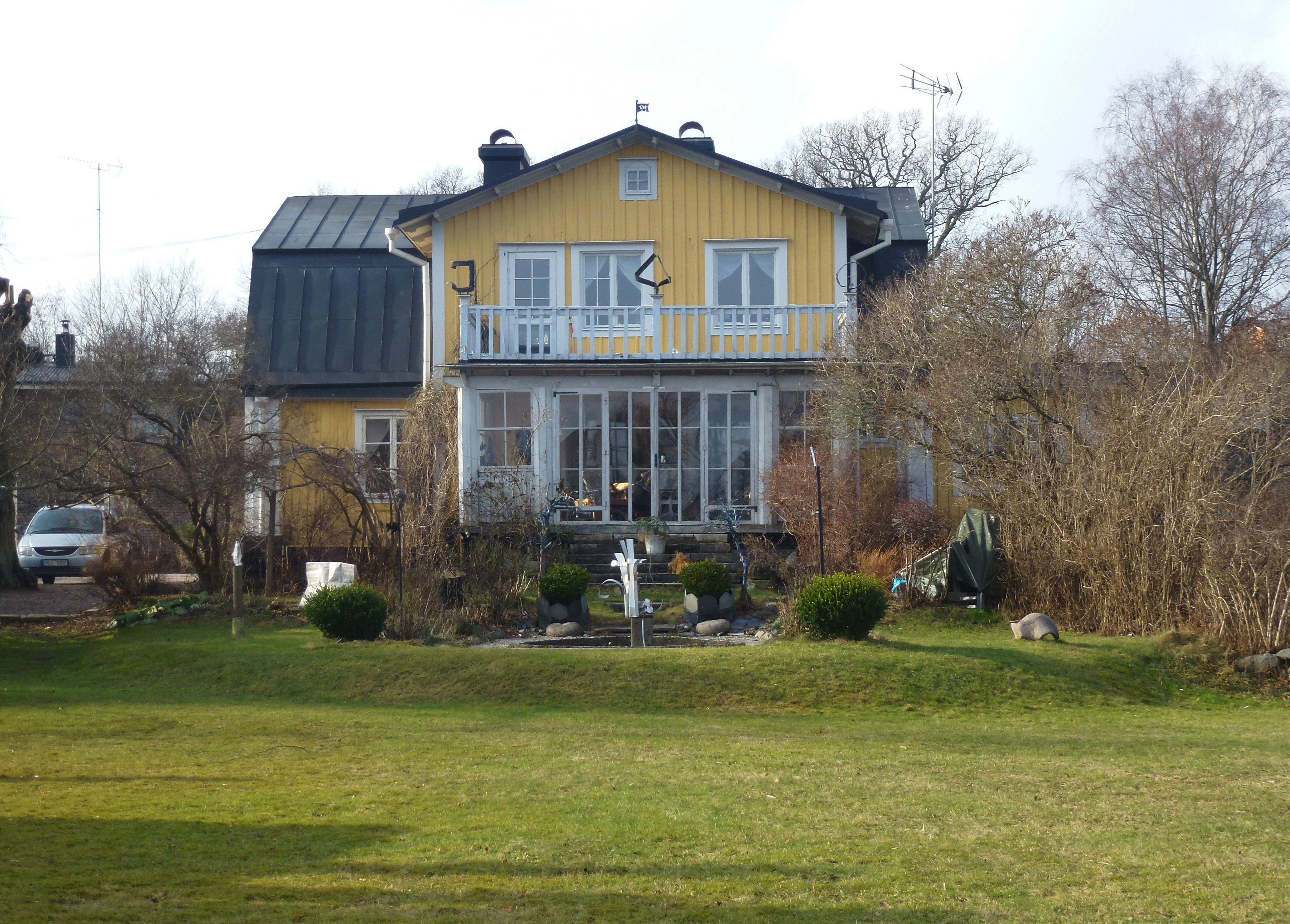
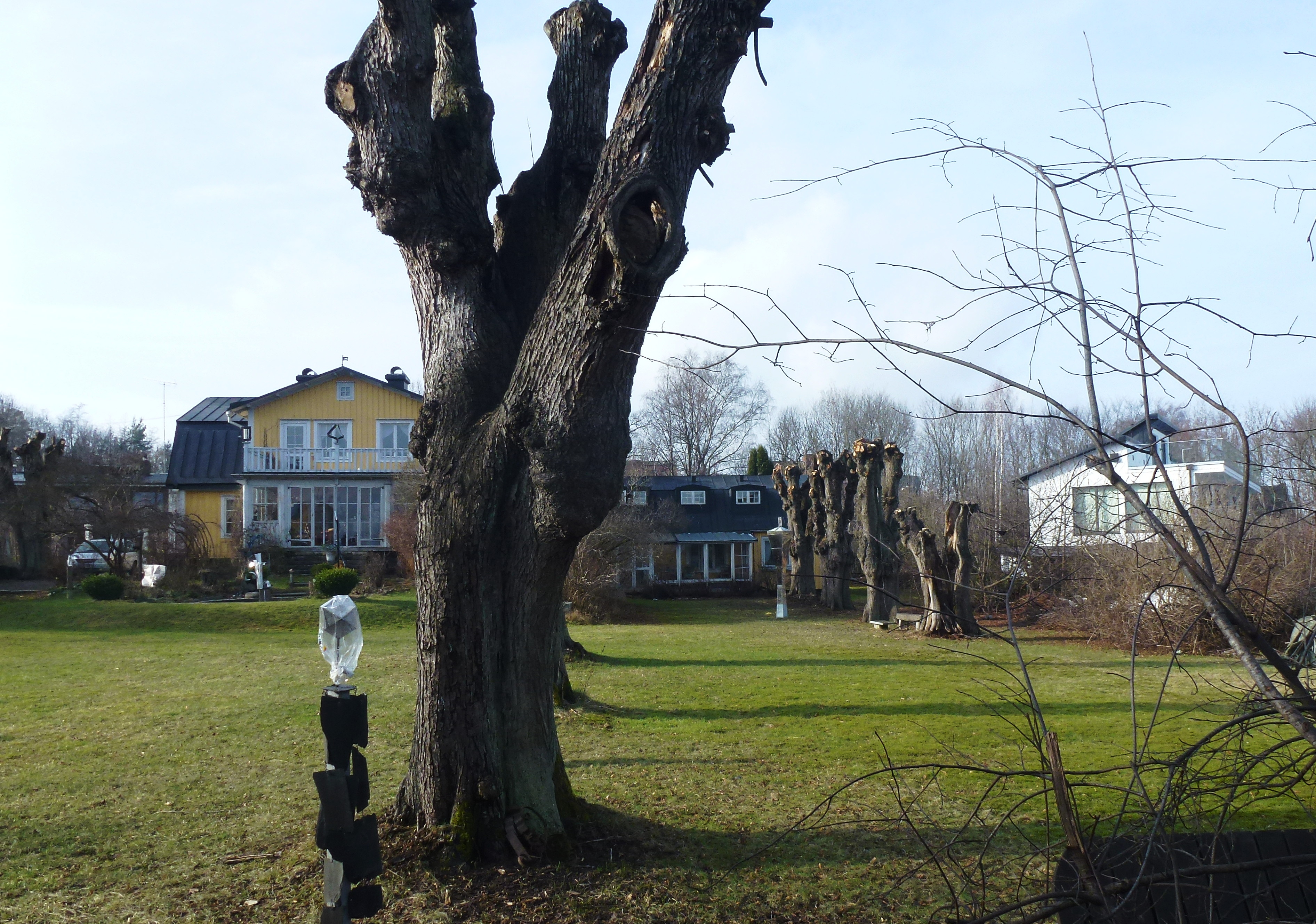
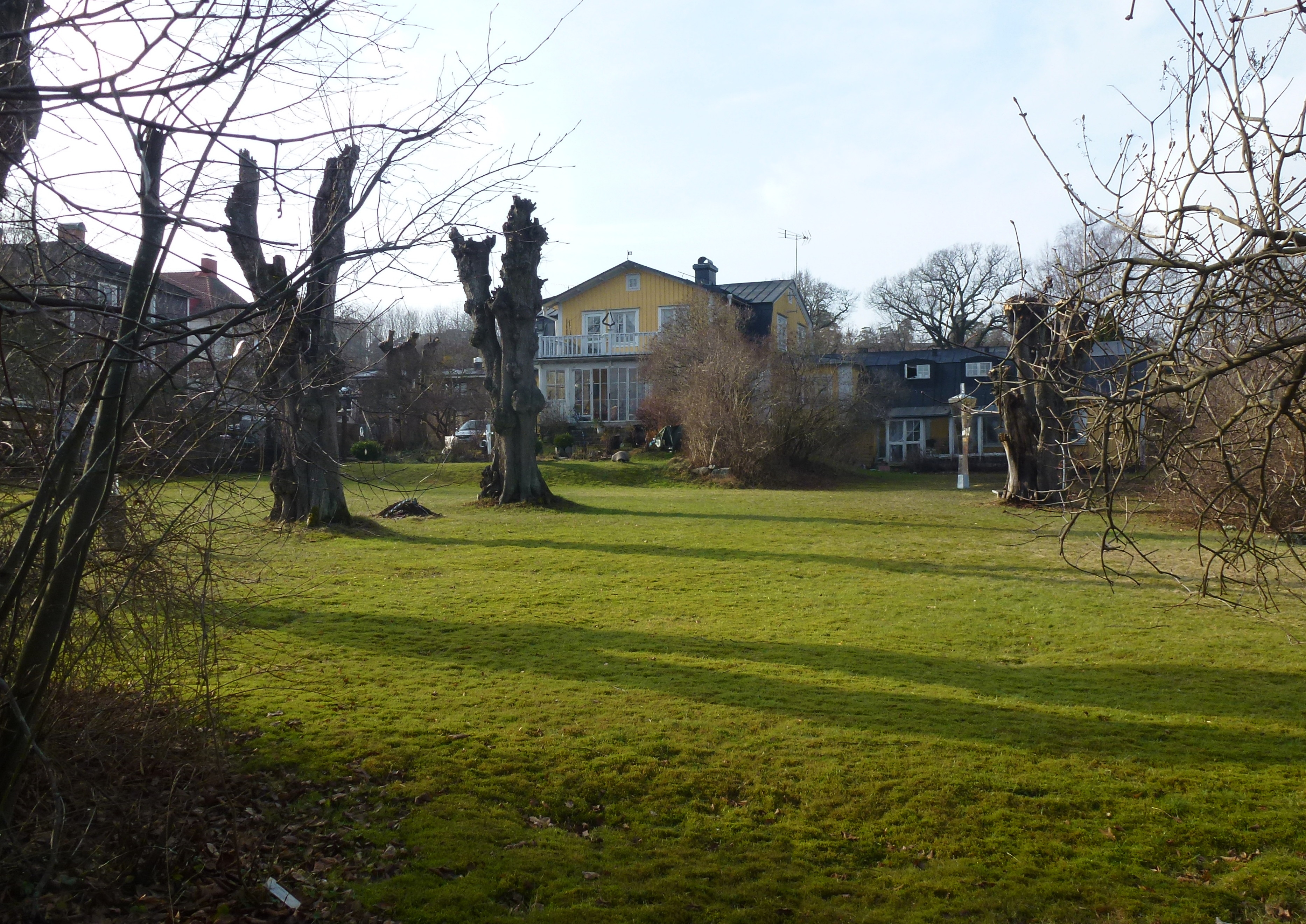
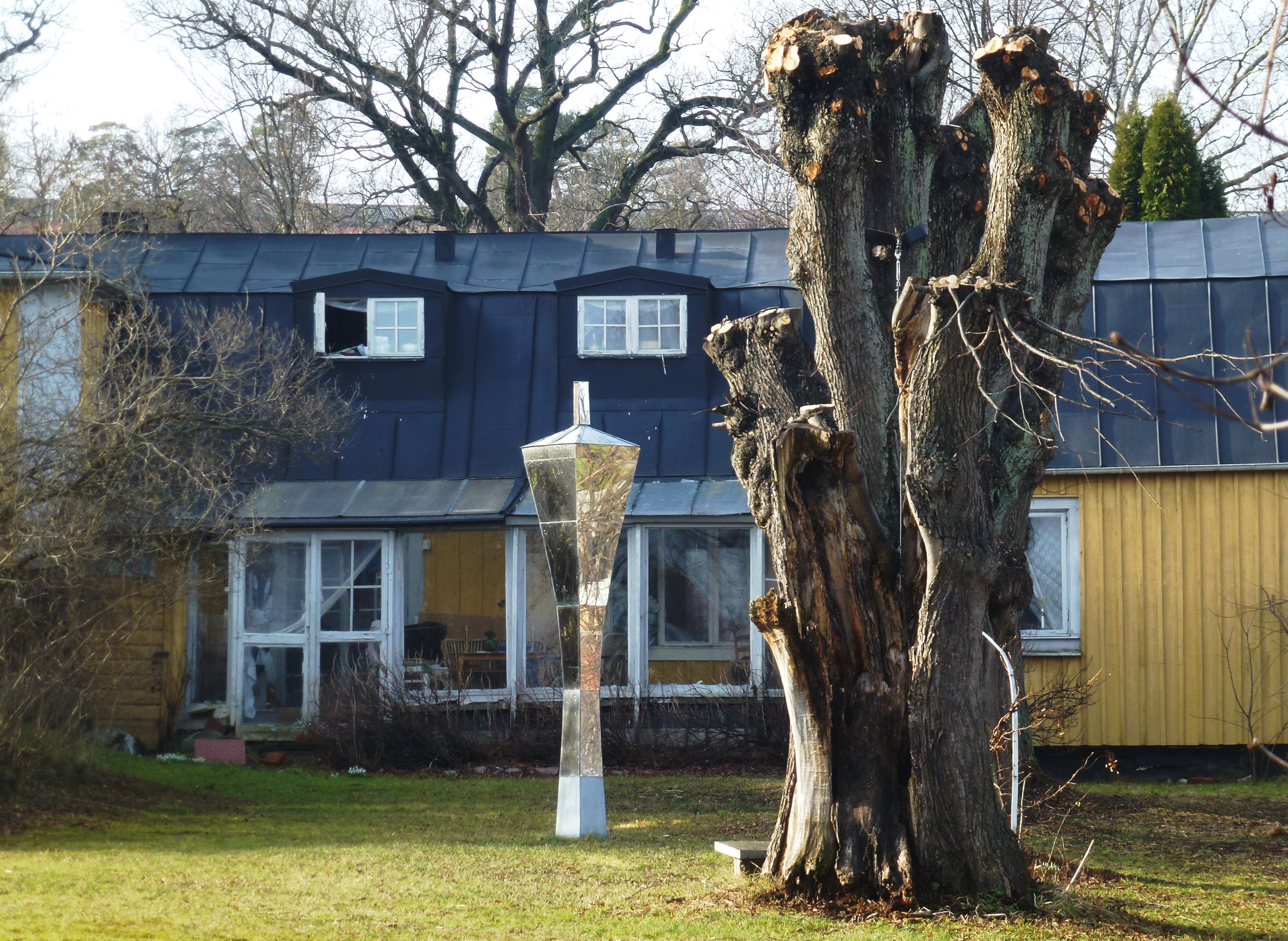